# Дискографија Бритни Спирс
Дискографија Бритни Спирс, америчке поп пјевачице, састоји се од девет студијских албума, седам компилацијских албума, девет промотивних синглова, три ЕП-а и три гостујућа наступа. Године 1997. потписала је уговор са издавачком кућом Џив рекордс, са циљем да покрене своју каријеру.
Свој деби на листи имала је у новембру 1998. године, са пјесмом "...Baby One More Time", која је праћена објављивањем дебитантског студијског албума ...Baby One More Time (1999). Албум је дебитовао на првом мјесту на Билборд 200 листи у Сједињеним Државама, као и на првом мјесту у Канади; сертификован је 14 пута платинум од стране Америчког удружења дискографских кућа (RIAA). Други студијски албум, Oops!... I Did It Again, објављен је 16. маја 2000. године и постао је најбрже продаван албум женског извођача икада у Сједињеним Државама, са продатих 1.319 000 примјерака прве недеље, док је сертификован ка Дијамантски у Сједињеним Државама. Објављена су четири сингла са албума: "Oops!... I Did It Again", "Lucky", "Stronger" и "Don't Let Me Be the Last to Know". У новембру 2001. године, са албума Britney објављен је свјетски хит "I'm a Slave 4 U", који је оцијењен од стране музичких критичара као музичко одступање од њеног претходног материјала. Након двогодишње паузе, објавила је четврти студијски албум, In the Zone, у новембру 2003. године, на којем се нашао и њен дуетски сингл са Мадоном "Me Against the Music", који је достигао прво мјесто на листи хот 100 у Европи; на албуму се нашао и сингл "Toxic", за који је добила први Греми, за најбољу денс пјесму и стекла је кредибилитет међу критичарима. Наредне године објавила је први компилацијски албум Greatest Hits: My Prerogative, који је продат у скоро шест милиона примјерака широм свијета.
Након што је доживјела приватне борбе 2007. године, Бритни је пети студијски албум, Blackout, објавила у октобру исте године. За разлику од свих претходних албума, Blackout није много промовисан преко интервјуа у часописима, појављивањем на телевизијским шоуовима, као ни организовањем концертне турнеје. Након објаве шестог студијског албума, Circus, Бритни Спирс је постала једини извођач на Nielsen SoundScan ери (од 1991. до данас) са четири студијска албума која су продата у преко 500.000 примјерака у Сједињеним Државама прве недеље. Подржан објављивањем комерцијално успјешних хитова, као што су "Womanizer" и "Circus", албум је продат у преко четири милиона примјерака широм свијета. На трећем компилацијсксом албуму The Singles Collection, нашао се њен трећи сингл број 1 у Сједињеним Државама, захваљујући чему је постала тек други извођач са два или више синглова која су дебитовала на првом мјесту Билборд хот 100 листе, након Мараје Кери. Пјесма је укључена на њен седми студијски албум, Femme Fatale, који је дебитовао на првом мјесту на листи. Такође, албум је био њен први албум са три сингла у топ 10 на хот 100 листи, укључујући комерцијално успјешне синглове "Till the World Ends" и "I Wanna Go". Осми студијски албум, Britney Jean, објављен је 2013. године. То је њен први албум преко издавачке куће RCA рекордс, након гашења њене дугогодишње издавачке куће Џив рекордс 2011. године. Са помијешаним рецензијама музичких критичара, албум је био комерцијално слаб и био је њен најслабије продаван албум у каријери. На деветом судијском албуму почела је да ради 2014. године, такође је обновила сарадњу са RCA рекордсом. Албум Glory објављен је 2016. године и добио је позитивне рецензије од стране музичких критичара. Дебитовао је на трећем мјесту на Билборд 200 листи, са продатих 111.000 примјерака прве недеље. Синглови "Make Me..." и "Slumber Party", са албуму, нашли су се на 17 и 86 мјесту на Билборд хот 100 листи.
Пирсова је продала преко 100 милиона примјерака широм свијета и више од 28,6 милиона дигиталних примјерака у Сједињеним Државама, што је чини једним од најпродаванијих извођача свих времена. Билборд је рангирао осмин извођачем деценије, док је добила признање за најпродаванији женски албум прве деценије 21. вијека, као и шети укупно. Додатно, Америчко удружење дискографских кућа (RIAA), признало је Бритни као најпродаванијег женског извођача у Сједињеним Државама, са 34,5 милиона сертификовних албума. Пјевачица је такође међу неколико извођача икада чији су сингл и албум били на првом мјесту на листи у три деценије њихових каријера, 1990-их, 2000-их, и 2010-их. Продала је преко 100 милиона примјерака широм свијета.

## Албуми

### Студијски албуми
| Наслов албума                                                               | Детаљи о албуму | Најбоља позиција на листи | Најбоља позиција на листи | Најбоља позиција на листи | Најбоља позиција на листи | Најбоља позиција на листи | Најбоља позиција на листи | Најбоља позиција на листи | Најбоља позиција на листи | Најбоља позиција на листи | Најбоља позиција на листи | Сертификације | Продаја                                                                                 |
| Наслов албума                                                               | Детаљи о албуму | САД                       | АУС                       | КАН                       | ФРА                       | ЊЕМ                       | ИРС                       | НЗ                        | ШВЕ                       | ШВА                       | УК                        | Сертификације | Продаја                                                                                 |
| --------------------------------------------------------------------------- | --- | ------------------------- | ------------------------- | ------------------------- | ------------------------- | ------------------------- | ------------------------- | ------------------------- | ------------------------- | ------------------------- | ------------------------- | --- | --------------------------------------------------------------------------------------- |
| ...Baby One More Time                                                       | - Датум објављивања: 12. јануар 1999. - Издавачка кућа: Џив рекордс - формати:: ЦД, касета, ЛП, дигитално преузимање              | 1                         | 2                         | 1                         | 4                         | 1                         | 6                         | 3                         | 10                        | 1                         | 2                         | - RIAA: 14× Платинум (Дијамантски) - ARIA: 4× Платинум - BPI: 4× Платинум - BVMI: 3× Златни - IFPI: 4× Платинум - IFPI SWE: Платинум - IFPI SWI: Платинум - MC: Дијамантски - RMNZ: 3× Платинум - SNEP: 2× Платинум | - У свијету: 25.000 000 - САД: 12.200 000 - КАН: 922.820 - ФРА: 626.000 - УК: 1,200,000 |
| Oops!... I Did It Again                                                     | - Датум објављивања: 16. мај 2000. - Издавачка кућа: Џив - Формати: ЦД, касета, ЛП, дигитално преузимање                          | 1                         | 2                         | 1                         | 1                         | 1                         | 3                         | 2                         | 1                         | 1                         | 2                         | - RIAA: Дијамантски - ARIA: 3× Платинум - BPI: 3× Платинум - BVMI: 3× Платинум - IFPI: 4× Платинум - IFPI SWE: Платинум - IFPI SWI: 2× Платинум - MC: 5× Платинум - RMNZ: 2× Платинум - SNEP: Платинум              | - У свијету: 20.000 000 - САД: 10.411 000 - КАН: 710.044 - ФРА: 420.800 - УК: 906.500   |
| Britney                                                                     | - Датум објављивања: 5. новембар 2001. - Издавачка кућа: Џив - Формати: ЦД, касета, ЛП DataPlay оптички дис, дигитално преузимање | 1                         | 4                         | 1                         | 2                         | 1                         | 3                         | 17                        | 6                         | 1                         | 4                         | - RIAA: 4× Платинум - ARIA: 2× Платинум - BPI: Платинум - BVMI: Платинум - MC: 3× Платинум - IFPI: 2× Платинум - IFPI SWE: Златни - IFPI SWI: Платинум - RMNZ: Златни - SNEP: Платинум                              | - У свијету: 9.000 000 - САД: 4.988 000 - КАН: 316.944 - ФРА: 396.900 - УК: 459.500     |
| In the Zone                                                                 | - Датум објављивања: 16. новембра 2003. - Издавачка кућа: Џив рекордс - формати:: ЦД, касета, дигитално преузимање                | 1                         | 10                        | 2                         | 1                         | 2                         | 3                         | 25                        | 8                         | 6                         | 13                        | - RIAA: 2× Платинум - ARIA: Платинум - BPI: Платинум - BVMI: Златни - IFPI: Платинум - IFPI SWE: Златни - IFPI SWI: Златни - MC: 3× Платинум - RMNZ: Златни - SNEP: 2× Златни                                       | - САД: 3.000 000 - УК: 534.000                                                          |
| Blackout                                                                    | - Датум објављивања: 25. октобра 2007. - Издавачка кућа: Џив рекордс, Зомба - формати:: ЦД, касета, дигитално преузимање          | 2                         | 3                         | 1                         | 2                         | 10                        | 1                         | 8                         | 11                        | 4                         | 2                         | - RIAA: Платинум - ARIA: Платинум - BPI: Златни - IRMA: Платинум - MC: Платинум - RMNZ: Златни - SNEP: Златни | - У свијету: 3.100 000 - САД: 1.000 000 - УК: 291.075                                   |
| Circus                                                                      | - Датум објављивања: 28. новембра 2008. - Издавачка кућа: Џив рекордс, Зомба - формати:: ЦД, касета, дигитално преузимање         | 1                         | 3                         | 1                         | 3                         | 9                         | 2                         | 6                         | 19                        | 1                         | 4                         | - RIAA: Платинум - ARIA: 2× Платинум - BPI: Платинум - BVMI: Златни - IFPI SWI: Златни - IRMA: Платинум - MC: 3× Платинум - RMNZ: Платинум - SNEP: Златни                                                           | - У свијету: 4.000 000 - САД: 1.700 000                                                 |
| Femme Fatale                                                                | - Датум објављивања: 25. март 2011. - Издавачка кућа: Џив рекордс - формати: ЦД, дигитално преузимање                             | 1                         | 1                         | 1                         | 4                         | 10                        | 4                         | 3                         | 5                         | 2                         | 8                         | - RIAA: Платинум - ARIA: Златни - BPI: Златни - IFPI SWE: Златни - IRMA: Златни - MC: Платинум - SNEP: Златни | - САД: 794.000                                                                          |
| Britney Jean                                                                | - Датум објављивања: 29. новембар 2013. - Издавачка кућа: RCA - формати: ЦД, дигитално преузимање                                 | 4                         | 12                        | 7                         | 21                        | 20                        | 15                        | 22                        | 28                        | 9                         | 34                        | - RIAA: Златни - MC: Златни | - САД: 272.000                                                                          |
| Glory                                                                       | - Датум објављивања: 26. август 2016. - Издавачка кућа: RCA - формати: ЦД, ЛП дигитално преузимање                                | 3                         | 4                         | 4                         | 6                         | 3                         | 1                         | 8                         | 12                        | 4                         | 2                         | | - САД: 125.000 - ФРА: 10.000                                                            |
| "—" означава да албум није објављен у тој држави или да није ушао на листу. | |                           |                           |                           |                           |                           |                           |                           |                           |                           |                           | |                                                                                         |

### Компилацијски албуми
Списак студијских албума, са позицијом на листи, продајом и сертификацијом

| Наслов албума                                                               | Детаљи о албуму                                                                                          | Најбоља позиција на листи | Најбоља позиција на листи | Најбоља позиција на листи | Најбоља позиција на листи | Најбоља позиција на листи | Најбоља позиција на листи | Најбоља позиција на листи | Најбоља позиција на листи | Најбоља позиција на листи | Најбоља позиција на листи | Сертификације | Продаја                                                 |
| Наслов албума                                                               | Детаљи о албуму                                                                                          | САД                       | АУС                       | КАН                       | ФРА                       | ЊЕМ                       | ИРС                       | НЗ                        | ШВЕ                       | ШВА                       | УК                        | Сертификације | Продаја                                                 |
| --------------------------------------------------------------------------- | --- | ------------------------- | ------------------------- | ------------------------- | ------------------------- | ------------------------- | ------------------------- | ------------------------- | ------------------------- | ------------------------- | ------------------------- | --- | ------------------------------------------------------- |
| Greatest Hits: My Prerogative                                               | - Датум објављивања: 9. новембар 2004. - Издавачка кућа: Џив, Зомба - формати: ЦД, дигитално преузимање  | 4                         | 4                         | 3                         | 85                        | 4                         | 1                         | 17                        | 14                        | 6                         | 2                         | - RIAA: Платинум - ARIA: 2× Платинум - BPI: 3× Платинум - BVMI: Златни - IFPI SWI: Златни - MC: Златни - RMNZ: Златни - SNEP: 2× Златни | - У свијету: 6.000 000 - САД: 1.500 000 - УК: 1.000 000 |
| B in the Mix: The Remixes                                                   | - Датум објављивања: 22. новембар 2005. - Издавачка кућа: Џив, Зомба - формати: ЦД, дигитално преузимање | 134                       | —                         | —                         | —                         | —                         | —                         | —                         | —                         | —                         | —                         | | - У свијету: 300.000 - САД: 131.000                     |
| The Singles Collection                                                      | - Датум објављивања: 10. новембар 2009. - Издавачка кућа: Џив - формати: ЦД, дигитално преузимање        | 22                        | 23                        | 19                        | —                         | 80                        | 26                        | 22                        | —                         | 51                        | 38                        | - ARIA: Златни - BPI: Златни - MC: Златни                                                                                               | - САД: 260.000 - У свијету: 1.000 000                   |
| B in the Mix: The Remixes Vol. 2                                            | - Датум објављивања: 11. октобар 2011. - Издавачка кућа: RCA рекордс - формати: ЦД, дигитално преузимање | 47                        | —                         | 53                        | 57                        | —                         | —                         | —                         | —                         | —                         | 171                       | | - САД: 24.000                                           |
| Oops! I Did It Again: The Best of Britney Spears                            | - Датум објављивања: 18. јун 2012. - Издавачка кућа: Сони камден - формати: ЦД, дигитално преузимање     | —                         | —                         | —                         | —                         | —                         | —                         | —                         | —                         | —                         | —                         | |                                                         |
| Playlist: The Very Best of Britney Spears                                   | - Датум објављивања: 6. новембар 2012. - Издавачка кућа: Legacy - формати: ЦД, дигитално преузимање      | 111                       | —                         | —                         | —                         | —                         | —                         | —                         | —                         | —                         | —                         | |                                                         |
| The Essential Britney Spears                                                | - Датум објављивања: 20. август 2013. - Издавачка кућа: Legacy, RCA - формати: ЦД, дигитално преузимање  | 185                       | —                         | —                         | —                         | —                         | —                         | —                         | —                         | —                         | —                         | |                                                         |
| "—" означава да албум није објављен у тој држави или да није ушао на листу. | |                           |                           |                           |                           |                           |                           |                           |                           |                           |                           | |                                                         |

### Колекција албума
| Назив                                           | Детаљи о албуму                                                                 |
| ----------------------------------------------- | ------------------------------------------------------------------------------- |
| The Singles                                     | - Датум објављивања: 5. септембар 2000. - Издавачка кућа: Сони - формат: ЦД     |
| ...Baby One More Time / Oops!... I Did It Again | - Датум објављивања: 26. новембар 2002. - Издавачка кућа: Зомба - формат: ЦД    |
| In the Zone / Britney                           | - Датум објављивања: 1. октобар 2007. - Издавачка кућа: Сони - формат: ЦД       |
| Greatest Hits: My Prerogative / Live and More!  | - Датум објављивања: 8. децембар 2008. - Издавачка кућа: Џив - формат: ЦД/DVD   |
| Circus / Blackout                               | - Датум објављивања: 19. октобар 2010. - Издавачка кућа: Сони - формат: ЦД      |
| Femme Fatale / Circus                           | - Датум објављивања: 27. август 2012. - Издавачка кућа: Сони - формат: ЦД       |
| Triple Feature                                  | - Датум објављивања: 9. октобар 2012. - Издавачка кућа: Сони - формат: ЦД       |
| In the Zone / Circus                            | - Датум објављивања: 18. март 2013. - Издавачка кућа: Сони - формат: ЦД         |
| Femme Fatale / Britney Jean                     | - Датум објављивања: 14. август 2015. - Издавачка кућа: RCA/Legacy - Формат: ЦД |

## ЕП-ови
| Назив                       | Детаљи                                                                       |
| --------------------------- | ---------------------------------------------------------------------------- |
| Britney Spears: In the Zone | - Датум објављивања: 6. април 2004. - Издавачка кућа: Џив - Формат: ЦД       |
| Britney & Kevin: Chaotic    | - Датум објављивања: 27. септембар 2005. - Издавачка кућа: Џив - Формат: ЦД  |
| Key Cuts from Remixed       | - Датум објављивања: септембар 2005. - Издавачка кућа: Џив - Формат: ЦД, 12" |

## Синглови

### Као главни извођач
| Назив                                                                            | Година | Најбоља позиција на листи | Најбоља позиција на листи | Најбоља позиција на листи | Најбоља позиција на листи | Најбоља позиција на листи | Најбоља позиција на листи | Најбоља позиција на листи | Најбоља позиција на листи | Најбоља позиција на листи | Најбоља позиција на листи                                         | Сертификација | Албум                                   |
| Назив                                                                            | Година | САД                       | АУС                       | КАН                       | ФРА                       | ЊЕМ                       | ИРС                       | НЗ                        | ШВР                       | ШВА                       | УК                                                                | Сертификација | Албум                                   |
| -------------------------------------------------------------------------------- | ------ | ------------------------- | ------------------------- | ------------------------- | ------------------------- | ------------------------- | ------------------------- | ------------------------- | ------------------------- | ------------------------- | ----------------------------------------------------------------- | --- | --------------------------------------- |
| "...Baby One More Time"                                                          | 1998.  | 1                         | 1                         | 1                         | 1                         | 1                         | 1                         | 1                         | 1                         | 1                         | 1                                                                 | - RIAA: Платинум - ARIA: 3× Платинум - BPI: 2× Платинум - BVMI: 3× Златни - IFPI SWE: Платинум - IFPI SWI: Платинум - RMNZ: Платинум - SNEP: Платинум | ...Baby One More Time                   |
| "Sometimes"                                                                      | 1999.  | 21                        | 2                         | 7                         | 9                         | 6                         | 5                         | 1                         | 4                         | 7                         | 3                                                                 | - ARIA: Платинум - BPI: Златни - BVMI: Златни - IFPI SWE: Платинум - IFPI SWI: Платинум - RMNZ: Платинум - SNEP: Златни                               | ...Baby One More Time                   |
| "(You Drive Me) Crazy"                                                           | 1999.  | 10                        | 12                        | 3                         | 2                         | 4                         | 3                         | 2                         | 4                         | 5                         | 5                                                                 | - ARIA: Платинум - BPI: Сребрни - BVMI: Златни - IFPI SWE: Платинум - RMNZ: Златни - SNEP: Златни                                                     | ...Baby One More Time                   |
| "Born to Make You Happy"                                                         | 1999.  | —                         | —                         | —                         | 9                         | 3                         | 1                         | —                         | 2                         | 3                         | 1                                                                 | - BPI: Сребрни - BVMI: Златни - IFPI SWE: Платинум - SNEP: Сребрни                                                                                    | ...Baby One More Time                   |
| "From the Bottom of My Broken Heart"                                             | 1999.  | 14                        | 37                        | 25                        | —                         | —                         | —                         | 23                        | —                         | —                         | 178                                                               | - RIAA: Платинум | ...Baby One More Time                   |
| "Oops!... I Did It Again"                                                        | 2000.  | 9                         | 1                         | 1                         | 4                         | 2                         | 2                         | 1                         | 1                         | 1                         | 1                                                                 | - ARIA: Платинум - BPI: Златни - BVMI: Златни - IFPI SWI: Златни - RMNZ: Платинум - SNEP: Златни                                                      | Oops!... I Did It Again                 |
| "Lucky"                                                                          | 2000.  | 23                        | 3                         | 2                         | 16                        | 1                         | 2                         | 4                         | 1                         | 1                         | 5                                                                 | - ARIA: Платинум - BPI: Сребрни - BVMI: Златни - IFPI SWE: Платинум - RMNZ: Платинум - SNEP: Сребрни                                                  | Oops!... I Did It Again                 |
| "Stronger"                                                                       | 2000.  | 11                        | 13                        | 9                         | 20                        | 4                         | 6                         | 15                        | 4                         | 6                         | 7                                                                 | - RIAA: Златни - ARIA: Златни - BPI: Сребрни - BVMI: Златни - SNEP: Сребрни                                                                           | Oops!... I Did It Again                 |
| "Don't Let Me Be the Last to Know"                                               | 2001.  | —                         | —                         | —                         | 27                        | 12                        | 12                        | —                         | 12                        | 9                         | 12                                                                | | Oops!... I Did It Again                 |
| "I'm a Slave 4 U"                                                                | 2001.  | 27                        | 7                         | 8                         | 8                         | 3                         | 6                         | 13                        | 7                         | 7                         | 4                                                                 | - ARIA: Златни - BPI: Сребрни - IFPI SWE: Златни - SNEP: Сребрни                                                                                      | Britney                                 |
| "Overprotected"                                                                  | 2001.  | 86                        | 16                        | 22                        | 15                        | —                         | 9                         | —                         | 2                         | —                         | 4                                                                 | - ARIA: Златни - IFPI SWE: Златни - SNEP: Сребрни | Britney                                 |
| "I'm Not a Girl, Not Yet a Woman"                                                | 2002.  | —                         | 7                         | —                         | 25                        | 10                        | 3                         | 40                        | 4                         | 16                        | 2                                                                 | - ARIA: Златни | Britney                                 |
| "I Love Rock 'n' Roll"                                                           | 2002.  | —                         | 13                        | —                         | —                         | 7                         | 8                         | 18                        | —                         | 15                        | 13                                                                | - ARIA: Златни | Britney                                 |
| "Anticipating"                                                                   | 2002.  | —                         | —                         | —                         | 38                        | —                         | —                         | —                         | —                         | —                         | —                                                                 | | Britney                                 |
| "Boys" (са Фарелом Вилијамсом)                                                   | 2002.  | —                         | 14                        | 21                        | 55                        | 19                        | 10                        | 39                        | 11                        | 20                        | 7                                                                 | - ARIA: Златни | Britney                                 |
| "Me Against the Music" (са Мадоном)                                              | 2003   | 35                        | 1                         | 2                         | 11                        | 5                         | 1                         | 5                         | 13                        | 4                         | 2                                                                 | - ARIA: Платинум | In the Zone                             |
| "Toxic"                                                                          | 2004.  | 9                         | 1                         | 1                         | 3                         | 4                         | 1                         | 2                         | 2                         | 4                         | 1                                                                 | - RIAA: Златни - ARIA: Платинум - BPI: Платинум - IFPI SWE: Златни - RMNZ: Златни - SNEP: Сребрни                                                     | In the Zone                             |
| "Everytime"                                                                      | 2004.  | 15                        | 1                         | 2                         | 2                         | 4                         | 1                         | —                         | 3                         | 6                         | 1                                                                 | - RIAA: Златни - ARIA: Златни - BVMI: Златни - BPI: Златни - IFPI SWE: Златни - SNEP: Сребрни                                                         | In the Zone                             |
| "Outrageous"                                                                     | 2004.  | 79                        | —                         | —                         | —                         | —                         | —                         | —                         | —                         | —                         | —                                                                 | | In the Zone                             |
| "My Prerogative"                                                                 | 2004.  | —                         | 7                         | —                         | 18                        | 3                         | 1                         | 17                        | 6                         | 4                         | 3                                                                 | - ARIA: Златни - IFPI SWE: Златни | Greatest Hits: My Prerogative           |
| "Do Somethin'"                                                                   | 2005.  | 100                       | 8                         | 16                        | 70                        | 18                        | 4                         | —                         | 10                        | 11                        | 6                                                                 | - ARIA: Златни | Greatest Hits: My Prerogative           |
| "Someday (I Will Understand)"                                                    | 2005.  | —                         | —                         | —                         | —                         | 22                        | —                         | —                         | 10                        | 8                         | —                                                                 | | Britney & Kevin: Chaotic                |
| "Gimme More"                                                                     | 2007.  | 3                         | 3                         | 1                         | 5                         | 7                         | 2                         | 15                        | 2                         | 4                         | 3                                                                 | - RIAA: Платинум - ARIA: Златни - BPI: Сребрни - MC: Златни                                                                                           | Blackout                                |
| "Piece of Me"                                                                    | 2007.  | 18                        | 2                         | 5                         | —                         | 7                         | 1                         | 4                         | 9                         | 19                        | 2                                                                 | - RIAA: Платинум - ARIA: Платинум - BPI: Сребрни - IFPI SWE: Златни - RMNZ: Златни                                                                    | Blackout                                |
| "Break the Ice"                                                                  | 2008.  | 43                        | 23                        | 9                         | —                         | 25                        | 7                         | 24                        | 11                        | 63                        | 15                                                                | | Blackout                                |
| "Womanizer"                                                                      | 2008.  | 1                         | 5                         | 1                         | 1                         | 4                         | 2                         | 9                         | 1                         | 2                         | 3                                                                 | - ARIA: Платинум - BPI: Златни - IFPI SWE: Златни - RMNZ: Златни                                                                                      | Circus                                  |
| "Circus"                                                                         | 2008.  | 3                         | 6                         | 2                         | —                         | 11                        | 12                        | 4                         | 6                         | 19                        | 13                                                                | - ARIA: Платинум - BPI: Сребрни - RMNZ: Златни |                                         |
| "If U Seek Amy"                                                                  | 2009.  | 19                        | 11                        | 13                        | —                         | 36                        | 11                        | 17                        | 13                        | 61                        | 20                                                                | - ARIA: Златни |                                         |
| "Radar"                                                                          | 88     | 46                        | 65                        | 44                        | —                         | 32                        | 32                        | 8                         | —                         | 46                        |                                                                   | |                                         |
| "3"                                                                              | 1      | 6                         | 1                         | 10                        | 18                        | 7                         | 12                        | 2                         | 8                         | 7                         | - ARIA: Платинум - BPI: Сребрни - MC: 2× Платинум - RMNZ: Сребрни | The Singles Collection |                                         |
| "Hold It Against Me"                                                             | 2011.  | 1                         | 4                         | 1                         | 31                        | 23                        | 5                         | 1                         | 9                         | 7                         | 6                                                                 | - ARIA: Платинум - IFPI SWE: 2× Платинум - RMNZ: Златни                                                                                               | Femme Fatale                            |
| "Till the World Ends"                                                            | 2011.  | 3                         | 8                         | 4                         | 8                         | 27                        | 7                         | 10                        | 4                         | 7                         | 21                                                                | - ARIA: 2× Платинум - BPI: Сребрни - IFPI SWE: 3× Платинум - IFPI SWI: Златни - RMNZ: Златни                                                          | Femme Fatale                            |
| "I Wanna Go"                                                                     | 2011.  | 7                         | 31                        | 5                         | 5                         | 32                        | 41                        | 22                        | 30                        | 27                        | 111                                                               | - ARIA: Златни - IFPI SWE: Платинум | Femme Fatale                            |
| "Criminal"                                                                       | 2011.  | 55                        | —                         | 16                        | 13                        | —                         | —                         | —                         | 36                        | 33                        | —                                                                 | | Femme Fatale                            |
| "Ooh La La"                                                                      | 2013   | 54                        | —                         | 37                        | 73                        | 86                        | —                         | —                         | —                         | —                         | 72                                                                | | Music from and Inspired by The Smurfs 2 |
| "Work Bitch"                                                                     | 2013   | 12                        | 22                        | 5                         | 6                         | 36                        | 13                        | 28                        | 30                        | 26                        | 7                                                                 | - RIAA: Платинум - ARIA: Платинум - IFPI SWE: Платинум - MC: Платинум - BPI: Сребрни                                                                  | Britney Jean                            |
| "Perfume"                                                                        | 2013   | 76                        | 61                        | 70                        | 34                        | 78                        | 36                        | —                         | —                         | 74                        | —                                                                 | | Britney Jean                            |
| "Pretty Girls" (са Иги Азејлијом)                                                | 2015   | 29                        | 27                        | 16                        | 25                        | 88                        | 60                        | —                         | —                         | —                         | 16                                                                | | није сингл са албума                    |
| "Make Me..." (са G-Eazy)                                                         | 2016.  | 17                        | 39                        | 20                        | 11                        | 71                        | 51                        | —                         | —                         | 58                        | 42                                                                | - RIAA: Платинум - MC: Златни | Glory                                   |
| "Slumber Party" (са Tinashe)                                                     | 2016.  | 86                        | —                         | 51                        | 121                       | —                         | —                         | —                         | —                         | —                         | —                                                                 | | Glory                                   |
| "—" Означава пјесме које нису објављене у тој држави или се нису нашле на листи. |        |                           |                           |                           |                           |                           |                           |                           |                           |                           |                                                                   | |                                         |

### Као гостујући извођач
Листа синглова као водећи извођач, са најбољом позицијом на листама, сертификацијом, годином издавања и називом албума.

| Назив                                                                          | Година | Најбоља позиција на листи | Најбоља позиција на листи | Најбоља позиција на листи | Најбоља позиција на листи | Најбоља позиција на листи | Најбоља позиција на листи | Најбоља позиција на листи | Најбоља позиција на листи | Најбоља позиција на листи | Најбоља позиција на листи | Сертификација | Албум                |
| Назив                                                                          | Година | САД                       | АУС                       | КАН                       | ФРА                       | ЊЕМ                       | ИРС                       | НЗ                        | ШВЕ                       | ШВА                       | УК                        | Сертификација | Албум                |
| ------------------------------------------------------------------------------ | ------ | ------------------------- | ------------------------- | ------------------------- | ------------------------- | ------------------------- | ------------------------- | ------------------------- | ------------------------- | ------------------------- | ------------------------- | --- | -------------------- |
| "What's Going On" (Међу извођачима "Против AIDS-а широм свијета)               | 2001   | 27                        | 38                        | —                         | 55                        | 35                        | 8                         | 18                        | 19                        | 16                        | 6                         | | What's Going On      |
| " S&M" (remix) (Ријана и Бритни Спирс)                                         | 2011   | 1                         | —                         | 1                         | —                         | 2                         | 3                         | 2                         | 2                         | 2                         | —                         | - ARIA: 4× Платинум - IFPI SWE: Златни - RIAA: 4× Платинум                                                                                 | Није сингл са албума |
| "Scream & Shout" (will.i.am и Бритни Спирс)                                    | 2012.  | 3                         | 2                         | 1                         | 1                         | 1                         | 1                         | 1                         | 2                         | 1                         | 1                         | - ARIA: 6× Платинум - BVMI: 3× Платинум - BPI: Платинум - GLF: 3× Платинум - IFPI SWI: 2× Платинум - RMNZ: 2× Платинум - RIAA: 3× Платинум | willpower            |
| " Tom's Diner" (Ђорђо Мородер и Бритни Спирс)                                  | 2015.  | —                         | —                         | —                         | 146                       | —                         | —                         | —                         | —                         | —                         | —                         | | Déjà Vu              |
| "Hands" (међу извођачима За Орландо)                                           | 2016   | —                         | —                         | —                         | —                         | —                         | —                         | —                         | —                         | —                         | —                         | | Није сингл са албума |
| "—" означава да пјесма није објављенс у тој држави или се није нашла на листи. |        |                           |                           |                           |                           |                           |                           |                           |                           |                           |                           | |                      |

### Промотивни синглови
| " You Got It All"                                                              | 2000. | —  | —  | —  | —   | —  | —  | —  |                    | Oops!... I Did It Again       |
| "My Only Wish (This Year)"                                                     | 2000. | —  | 49 | 14 | —   | 48 | 57 | 41 | - IFPI DEN: Златни | Platinum Christmas            |
| "When Your Eyes Say It"                                                        | 2000. | —  | —  | —  | —   | —  | —  | —  |                    | Oops!... I Did It Again       |
| "Right Now (Taste the Victory)"                                                | 2001. | —  | —  | —  | —   | —  | —  | —  |                    | Pepsi: Ask for More           |
| "(I've Just Begun) Having My Fun"                                              | 2004  | —  | —  | —  | —   | —  | —  | —  |                    | Greatest Hits: My Prerogative |
| "And Then We Kiss"                                                             | 2005. | 15 | —  | —  | —   | —  | —  | —  |                    | B in the Mix: The Remixes     |
| "Unusual You"                                                                  | 2009. | —  | —  | —  | —   | —  | —  | —  |                    | Circus                        |
| "Private Show"                                                                 | 2016. | —  | —  | —  | 141 | —  | —  | —  |                    | Glory                         |
| "Clumsy"                                                                       | 2016. | —  | —  | —  | 142 | —  | —  | —  |                    | Glory                         |
| "Do You Wanna Come Over?"                                                      | 2016. | —  | —  | —  | 134 | —  | —  | —  |                    | Glory                         |
| "—" означава да пјесма није објављена у тој држави или се није нашла на листи. |       |    |    |    |     |    |    |    |                    |                               |

## Остале пјесме на листама
| "Everybody"                                                                    | 2007. | —  | 81 | —   | —  | —  | —   | Blackout     |
| "Out from Under"                                                               | 2008. | —  | —  | —   | 32 | —  | —   | Circus       |
| "Kill the Lights"[I]                                                           | 2008. | —  | —  | —   | —  | —  | —   | Circus       |
| "Shattered Glass"                                                              | 2008. | 70 | 75 | —   | —  | —  | 192 | Circus       |
| "Up n' Down"                                                                   | 2011  | —  | —  | —   | —  | —  | —   | Femme Fatale |
| "SMS (Bangerz)" (Мајли Сајрус и Бритни Спирс)                                  | 2013  | —  | —  | —   | —  | —  | 157 | Bangerz      |
| "It Should Be Easy" (са will.i.am)                                             | 2013  | —  | 88 | 121 | —  | 71 | —   | Britney Jean |
| "Alien"                                                                        | 2014  | —  | —  | 147 | —  | —  | —   | Britney Jean |
| "—" означава да пјесма није објављена у тој држави или се није нашла на листи. |       |    |    |     |    |    |     |              |

## Остала појављивања
| Назив                                                                               | Година | Други извођач(и)                      | Албум                    |
| ----------------------------------------------------------------------------------- | ------ | ------------------------------------- | ------------------------ |
| "Soda Pop"                                                                          | 1998.  | Нико                                  | Pokemon: The First Movie |
| "Thinkin' About You"                                                                | 1999   | Нико                                  | MTV Party to Go          |
| "Walk on By"                                                                        | 2000   | Нико                                  | Love Radio 2             |
| "Like a Virgin" / "Hollywood" (уживо на додјели МТВ музичких награда 2003. године.) | 2003.  | Мадона, Кристина Агилера и Миси Елиот | Remixed & Revisited      |
| "We Will Rock You"                                                                  | 2004.  | Бијонсе и Пинк                        | Pepsi: Dare For More     |
| "(I Got That) Boom Boom"                                                            | 2004.  | Ying Yang Twins                       | White Chicks             |
| "Crazy"                                                                             | 2006.  | Кевин Федерлајн                       | Playing with Fire        |
| "Mona Lisa"                                                                         | 2006.  | Нико                                  | Ultimix 121              |
| "SMS (Bangerz)"                                                                     | 2013   | Мајли Сајрус                          | Bangerz                  |

## Написане пјесме
| Пјесма               | Година | Извођач                  | Албум                  |
| -------------------- | ------ | ------------------------ | ---------------------- |
| "Follow Me"          | 2005   | Jamie Lynn Spears        | Zoey 101: Music Mix    |
| "PopoZão"            | 2006.  | Кевин Федерлајн          | Н/Д                    |
| "Y'all Ain't Ready"  | 2006.  | Кевин Федерлајн          | Н/Д                    |
| "Look Who's Talking" | 2009.  | BoA                      | BoA                    |
| "Whiplash"           | 2011   | Селена Гомез и the Scene | When the Sun Goes Down |